# Cadàver

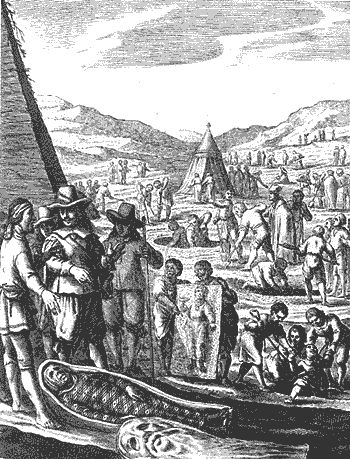
Gravat mostrant les restes de cadàvers momificats, a la vall de Saqqara, Egipte.

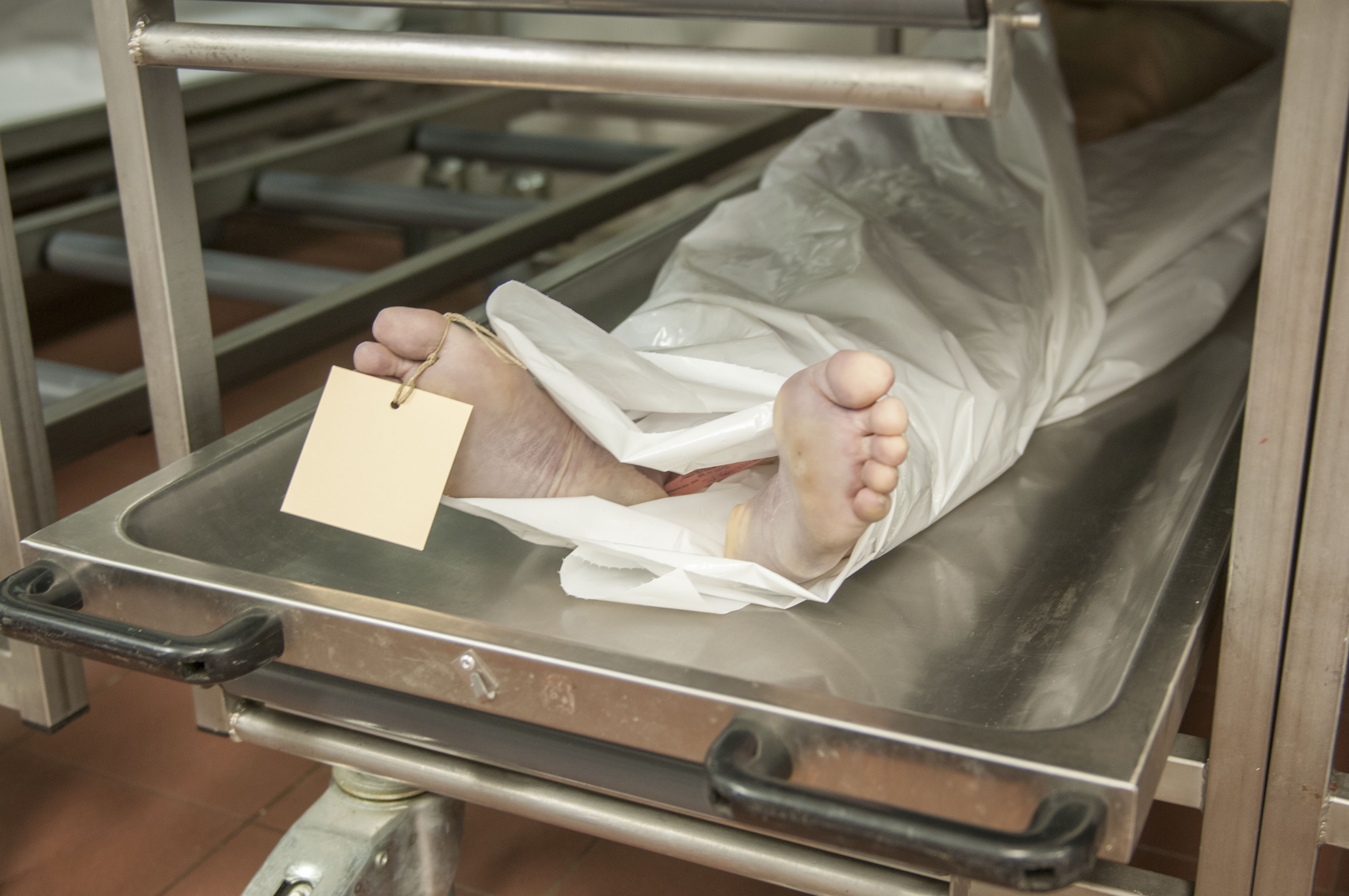
Cadàver a la cambra frigorífica del Departament de Medicina Forense de La Charité-Universitätsmedizin de Berlín

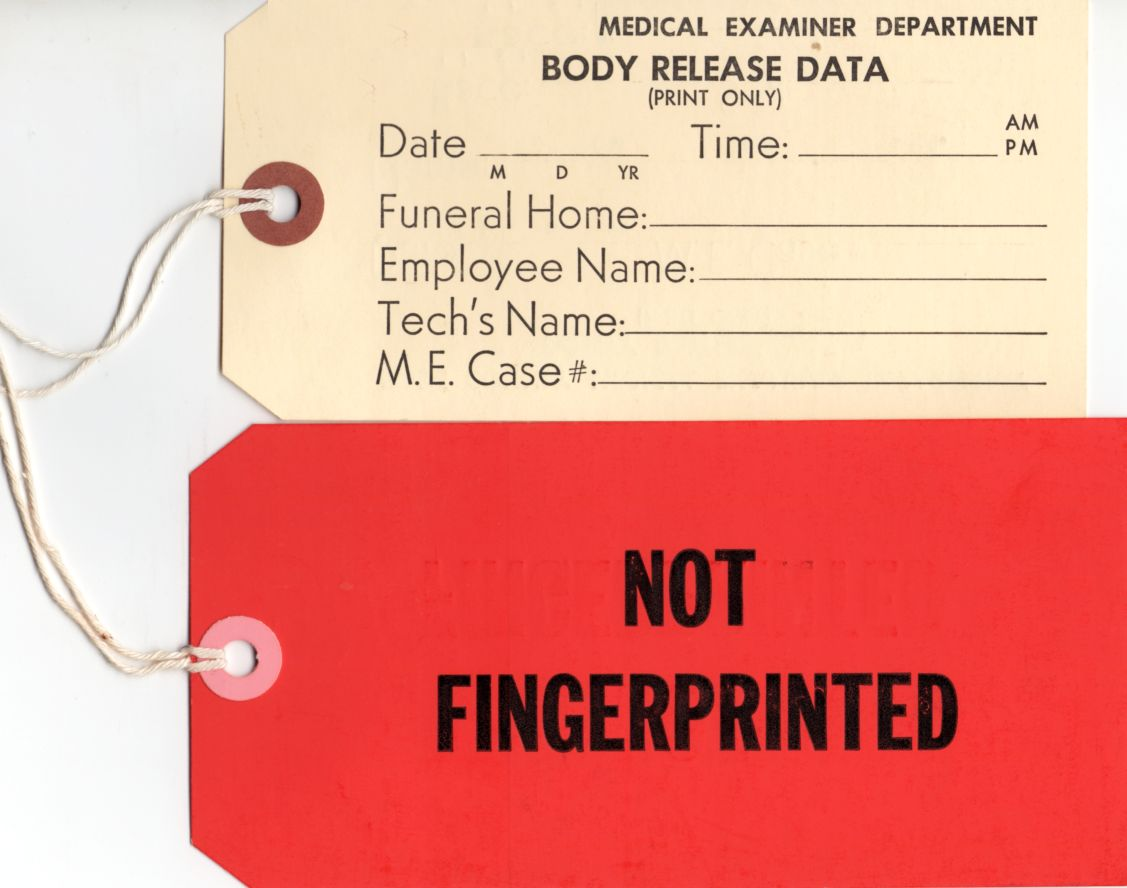
Etiquetes emprades en un dipòsit de cadàvers

Un cadàver és un cos mort, especialment d'un humà. La paraula prové del llatí cadauer, en relació amb el verb cadere, caure.
Segons la legislació catalana es parla de cadàver durant els cinc anys següents a la mort real, després es parla de restes cadavèriques: allò que queda del cos humà després del procés de destrucció de la matèria orgànica. La normativa preveu tres destinacions finals: inhumació, incineració o immersió en alta mar.
Quan es tracta d'una persona concreta, sobretot en obituaris o per a expressar respecte, s'utilitza sovint l'eufemisme «despulla mortal» o «restes mortals», una expressió que prové de la idea d'origen religiosa que considera el cos com l'embolcall material i temporani de l'ànima eterna.

## Història
La història de l'ús de cadàvers està plena de controvèrsies, avenços científics i nous descobriments. Tot va començar a l'antiga Grècia del segle iii amb dos metges amb el nom d'Heròfil de Calcedònia i Erasístrat. Practicaven la dissecció de cadàvers a Alexandria, i era el mitjà dominant per aprendre anatomia. Després de la mort d'aquests dos homes, la popularitat de la dissecció anatòmica va disminuir fins que no es va utilitzar en absolut. No es va reviure fins al segle XII i es va fer cada cop més popular al segle XVII i s'ha utilitzat des de llavors.
Tot i que tant Heròfil com Erasítrat tenien permís per utilitzar cadàvers per a la dissecció, encara hi havia molt tabú al voltant del seu ús amb finalitats anatòmiques, i aquests sentiments van continuar durant centenars d'anys. Des que la dissecció anatòmica va tenir les seves arrels al segle iii fins al segle xviii, es va associar amb el deshonor, la immoralitat i el comportament poc ètic. Moltes d'aquestes nocions es deuen a creences religioses i tabús estètics, i estaven profundament arrelades en les creences del públic i de l'església. Com s'ha dit anteriorment, la dissecció de cadàvers va començar a consolidar-se de nou cap al segle XII. En aquest moment, la dissecció encara es considerava deshonrosa, però no estava totalment prohibida. En canvi, l'església va presentar certs edictes per prohibir i permetre determinades pràctiques. Un que va ser monumental per al progrés científic va ser emès per l'emperador del Sacre Imperi Romanogermànic Frederic II el 1231. Aquest decret deia que un cos humà seria dissecat una vegada cada cinc anys per a estudis anatòmics, i que l'assistència era necessària per a tots els que s'estaven entrenant o practicant actualment la medicina o la cirurgia. Això va conduir a la primera dissecció humana sancionada des del 300 aC, que va ser realitzada públicament per Mondino de Liuzzi. Aquest període va crear un gran entusiasme pel que la dissecció humana podria fer per a la ciència i va atreure estudiants de tot Europa per començar a estudiar medicina.
A la llum dels nous descobriments i avenços que s'estaven fent, la moderació religiosa de la dissecció es va relaxar significativament, però la percepció pública d'això encara era negativa. A causa d'aquesta percepció, l'única font legal de cadàvers eren els cadàvers dels delinqüents que eren executats, generalment per penjament. Molts dels delinqüents els crims dels quals "justificaven" la dissecció i les seves famílies fins i tot consideraven que la dissecció era més aterridora i degradant que el crim o la pena de mort en si. Hi va haver moltes baralles i, de vegades, fins i tot aldarulls quan els familiars i amics del difunt i aviat per disseccionar intentaven aturar el lliurament de cadàvers del lloc de penjat als anatomistes. El govern de l'època (segle XVII) es va aprofitar d'aquests escrúpols utilitzant la dissecció com a amenaça contra la comissió de delictes greus. Fins i tot van augmentar el nombre de delictes que es castigaven amb la penca fins a més de 200 delictes. No obstant això, a mesura que la dissecció de cadàvers es va fer encara més popular, els anatomistes es van veure obligats a trobar altres maneres d'obtenir cadàvers.
A mesura que augmentava la demanda de cadàvers de les universitats de tot el món, la gent va començar a robar tombes. Aquests cadàvers van ser transportats i posats a la venda perquè els professors d'anatomia locals els portessin als seus estudiants. La gent acostumava a mirar cap a un altre costat quan es tractava de robar sepultures perquè l'afectat normalment era pobre o formava part d'una societat marginal. El 1788 va haver el motí de la resurrecció quan es van robar cadàvers de persones adinerades de la societat. Tot va començar quan un metge va agitar el braç d'un cadàver a un nen jove mirant per la finestra, que després se'n va anar a casa i ho va dir al seu pare. Preocupant-se que la tomba de la seva dona, recentment morta, havia estat robada, va anar a comprovar-la i es va adonar que sí. Aquesta història es va estendre i la gent va acusar els metges i anatomistes locals. El motí va créixer fins a 5.000 persones i al final els estudiants de medicina i els metges van ser colpejats i sis persones van ser assassinades. Això va provocar molts ajustaments legals, com ara les Actes d'Anatomia presentades pel govern dels Estats Units. Aquests actes van obrir altres vies per obtenir cadàvers amb finalitats científiques, essent Massachusetts el primer a fer-ho. El 1830 i el 1833 van permetre que els cossos no reclamats fossin utilitzats per a la dissecció. Posteriorment es van aprovar lleis a gairebé tots els estats i es va erradicar essencialment el robatori de tombes.

## Descomposició

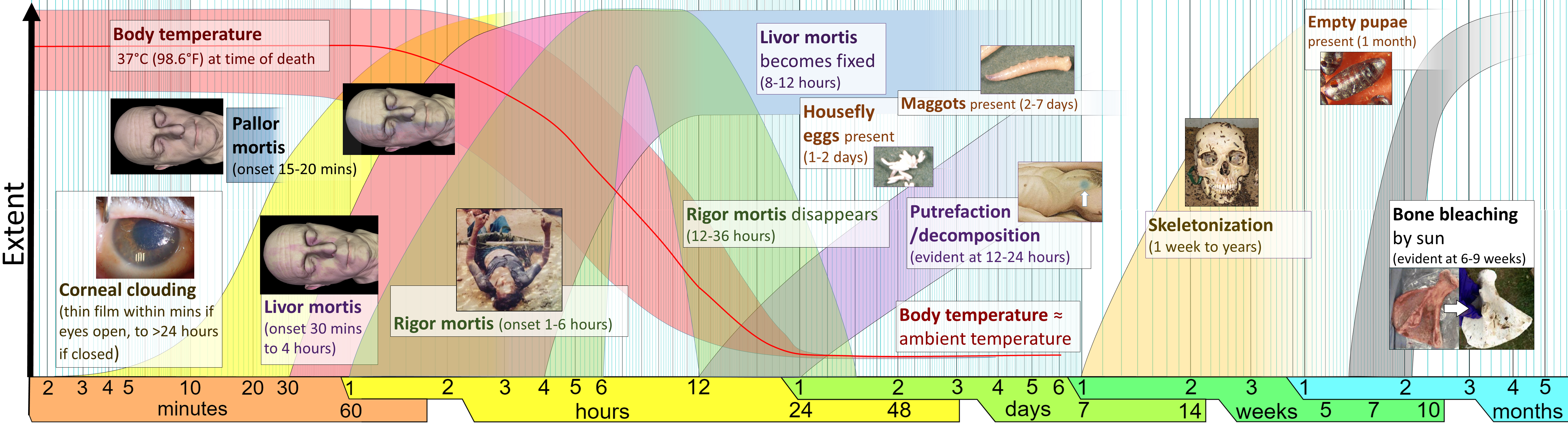
Cronologia dels canvis post mortem (etapes de la mort).

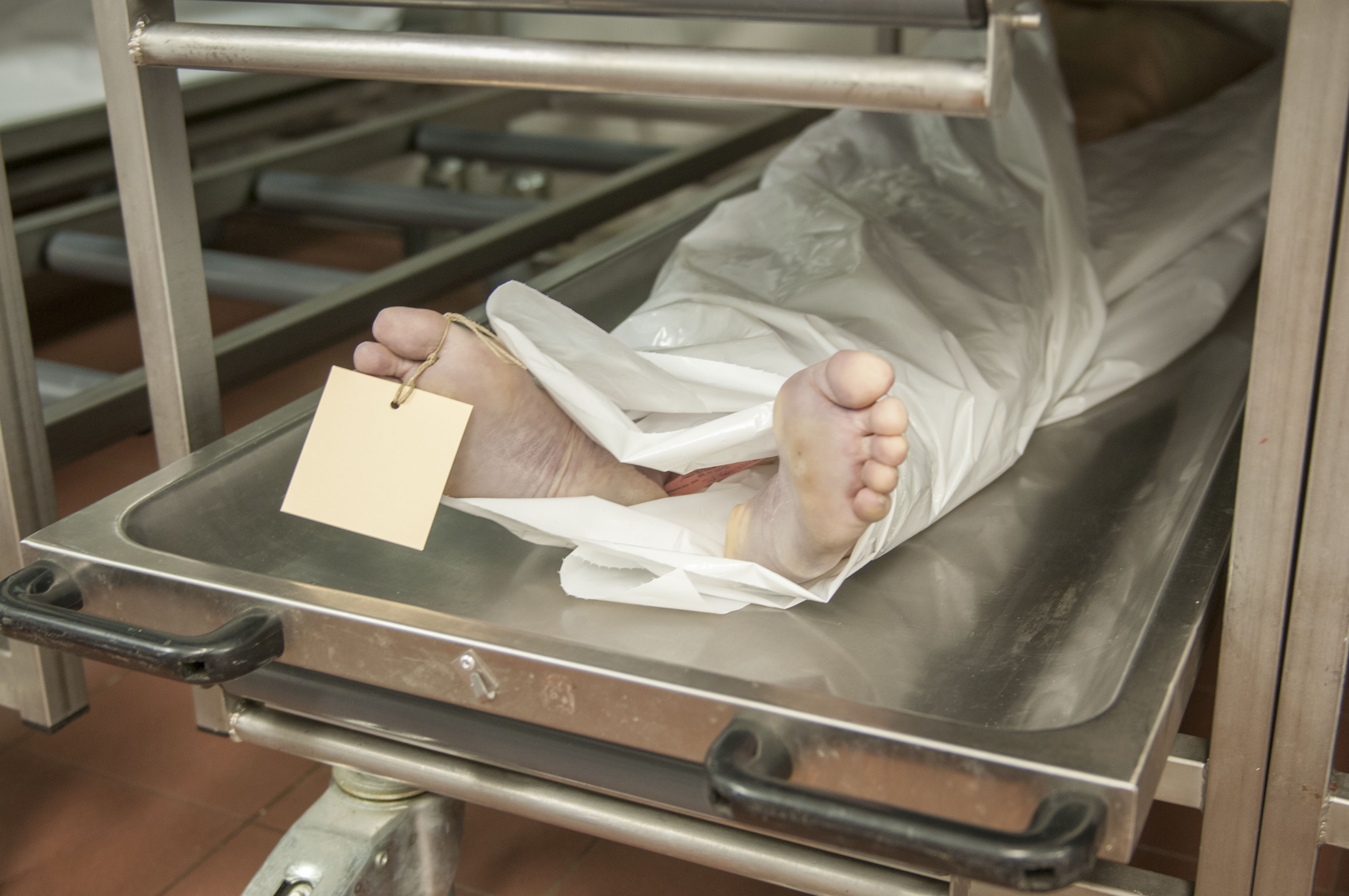
Cadàver a la nevera a la Medicina Legal de la Charité Berlín.

L'observació de les diferents etapes de la descomposició pot ajudar a determinar quant de temps ha estat mort un cos.

### Etapes de descomposició
1. La primera etapa és l'autòlisi, més comunament coneguda com a autodigestió, durant la qual les cèl·lules del cos es destrueixen per l'acció dels seus propis enzims digestius. Tanmateix, aquests enzims s'alliberen a les cèl·lules a causa del cessament dels processos actius a les cèl·lules, no com a procés actiu. En altres paraules, tot i que l'autòlisi s'assembla al procés actiu de digestió de nutrients per cèl·lules vives, les cèl·lules mortes no s'estan digerint activament com s'afirma sovint a la literatura popular i com el sinònim d'autòlisi -autodigestió- sembla implicar. Com a resultat de l'autòlisi, es crea un líquid que es filtra entre les capes de la pell i provoca la seva descamació. Durant aquesta etapa, les mosques (quan estan presents) comencen a pondre ous a les obertures del cos: ulls, orificis nasals, boca, orelles, ferides obertes i altres orificis. Les larves descloses (maggots) de mosques blowfants posteriorment es posen sota la pell i comencen a consumir el cos.
2. La segona etapa de la descomposició és la inflor. Els bacteris de l'intestí comencen a trencar els teixits del cos, alliberant gas que s'acumula als intestins, que queda atrapat a causa del col·lapse precoç de l'intestí prim. Aquesta inflor es produeix principalment a l'abdomen i, de vegades, a la boca, la llengua i els genitals. Això sol passar al voltant de la segona setmana de descomposició. L'acumulació de gas i la inflor continuarà fins que el cos es descompondrà prou perquè el gas s'escapi.
3. La tercera etapa és la putrefacció. És l'etapa final i més llarga. La putrefacció és on les estructures més grans del cos es descomponen i els teixits es liqüen. Els òrgans digestius, el cervell i els pulmons són els primers a desintegrar-se. En condicions normals, els òrgans no es poden identificar després de tres setmanes. Els músculs poden ser menjats per bacteris o devorats pels animals. Finalment, de vegades després de diversos anys, només queda l'esquelet. En sòls rics en àcids, l'esquelet acabarà dissolent-se en els seus productes químics bàsics.

La velocitat de descomposició depèn de molts factors, com ara la temperatura i el medi ambient. Com més càlid i humit sigui l'entorn, més ràpid es descompondrà el cos. La presència d'animals que consumeixen carronya també donarà lloc a l'exposició de l'esquelet a mesura que consumeixen parts del cos en descomposició.

## Usos
Els cadàvers són utilitzats per estudiants de medicina, metges i altres científics per estudiar anatomia, identificar on se situa l'origen de les malalties, determinar les causes de mort i proporcionar teixit per curar una altra persona humana. Els estudiants de la facultat de medicina estudien i disseccionen cadàvers com a part de la seva educació. Altres que estudien cadàvers inclouen arqueòlegs i estudiants d'arts. A més, es pot emprar un cadàver en el desenvolupament i l'avaluació d'instruments quirúrgics.
El terme cadàver s'utilitza als tribunals de justícia (i, en menor mesura, també als mitjans de comunicació com els diaris) per referir-se a un cadàver, així com als equips de recuperació que busquen cossos en desastres naturals. La paraula prové del llatí cadere ("caure"). Els termes relacionats inclouen espasme cadavèric (un espasme muscular que fa que un cadàver faci sacsejades). Un empelt de cadàver (també anomenat "empelt postmortem") és l'empelt de teixit d'un cadàver a un humà viu per reparar un defecte o desfiguració. Es poden observar els cadàvers per les seves etapes de descomposició, ajudant a determinar quant de temps ha estat mort un cos.
Els cadàvers s'han utilitzat en l'art per representar el cos humà en pintures i dibuixos amb més precisió.

### En la ciència
Els cadàvers s'utilitzen en moltes facetes diferents de tota la comunitat científica. Un aspecte important de l'ús dels cadàvers per a la ciència és que han proporcionat a la ciència una gran quantitat d'informació sobre l'anatomia del cos humà. Els cadàvers van permetre als científics investigar el cos humà a un nivell més profund que va donar lloc a la identificació de determinades parts i òrgans del cos. Dos científics grecs, Heròfil de Calcedònia i Erasístrat de Ceos van ser els primers a utilitzar cadàvers al segle iii aC. Mitjançant la dissecció de cadàvers, Heròfil va fer múltiples descobriments sobre l'anatomia del cos humà, incloent-hi la diferència entre els quatre ventricles dins del cervell, la identificació de set parells de nervis cranials, la diferència entre els nervis sensorials i motors i el descobriment de la còrnia, retina i pelatge coroide dins l'ull. Heròfil també va descobrir les vàlvules dins d'un cor humà, mentre que Erasístrat va identificar la seva funció provant la irreversibilitat del flux sanguini a través de les vàlvules. Erasístrat també va descobrir i distingir molts detalls dins de les venes i artèries del cos humà. Heròfil més tard proporcionaria descripcions del fetge humà, el pàncrees i els sistemes reproductors masculí i femení a causa de la dissecció del cos humà. Els cadàvers van permetre a Heròfil determinar que l'úter on creixen i es desenvolupen el fetus no és bicameral. Això va en contra de la noció original de l'úter en què es pensava que tenia dues cambres; tanmateix, Heròfil va descobrir que l'úter només tenia una cambra. També va descobrir els ovaris, els lligaments amples i els tubs dins del sistema reproductor femení. Durant aquest període, els cadàvers eren una de les úniques maneres de desenvolupar una comprensió de l'anatomia del cos humà.

### En l'art
Des de la història primitiva s'han representat cadàvers; per exemple, com en els relleus neoassiris esculpits de cadàvers flotants en un riu (c. 640 aC), i en la comèdia d'Aristòfanes Les granotes (405 aC), el memento mori i els monuments de cadàvers.
L'estudi i l'ensenyament de l'anatomia a través dels segles no hauria estat possible sense esbossos i dibuixos detallats de descobriments quan es treballava amb cadàvers humans. La representació artística de la col·locació de les parts del cos té un paper crucial en l'estudi de l'anatomia i per ajudar els qui treballen amb el cos humà. Aquestes imatges serveixen per fer-se una idea del que la majoria no presenciarà mai en persona.
Da Vinci va col·laborar amb Andreas Vesalius, que també va treballar amb molts artistes joves per il·lustrar el llibre de Vesalius "De Humani Corporis Fabrica" i això va iniciar l'ús de l'etiquetatge de característiques anatòmiques per descriure-les millor. Es creu que Vesali va utilitzar cadàvers de criminals executats a causa de la incapacitat d'assegurar els cossos per a aquest tipus de treballs i disseccions. Va voler imprimir un caràcter artístic als seus dibuixos i va emprar altres artistes per ajudar-los en aquestes il·lustracions.
L'estudi del cos humà no estava aïllat només als metges i estudiants, ja que molts artistes reflectien la seva experiència a través de dibuixos i pintures magistrals. L'estudi detallat de l'anatomia humana i animal, així com la dissecció de cadàvers, va ser utilitzat pel primer home del Renaixement italià Leonardo da Vinci en un esforç per representar amb més precisió la figura humana a través de la seva obra. Va estudiar l'anatomia des d'una perspectiva exterior com a aprenent amb Andrea del Verrocchio que va començar el 1466. Durant el seu aprenentatge, Leonardo va dominar el dibuix de versions detallades d'estructures anatòmiques com els músculs i els tendons el 1472.
El seu enfocament a la representació del cos humà era molt semblant al de l'estudi de l'arquitectura, proporcionant múltiples vistes i perspectives tridimensionals del que va presenciar en persona. Un dels primers exemples d'això és utilitzar les perspectives tridimensionals per dibuixar una calavera el 1489. Alguns dels treballs anatòmics de Leonardo da Vinci es van publicar al seu llibre A Treatise on Painting. Uns anys més tard, el 1516, es va associar amb el professor i anatomista Marcantonio della Torre a Florència, Itàlia, per portar el seu estudi més enllà. Els dos van començar a realitzar disseccions sobre cadàvers humans a l'Hospital de Santa Maria Nuova i posteriorment als hospitals de Milà i Roma. A través del seu estudi, Da Vinci va ser potser el primer a dibuixar amb precisió la posició natural del fetus humà a l'úter, mitjançant el cadàver d'una mare difunta i el seu fill per néixer. S'especula que va dur a terme aproximadament 30 disseccions en total. El seu treball amb cadàvers li va permetre retratar els primers dibuixos del cordó umbilical, l'úter, el coll uterí i la vagina i, finalment, va servir per disputar les creences que l'úter tingués múltiples cambres en el cas dels parts múltiples. Entre 1504 i 1507, va experimentar amb el cervell d'un bou injectant un tub a les cavitats ventriculars, injectant cera calenta i rascant el cervell deixant un motlle dels ventricles. Els esforços de Da Vinci van demostrar ser molt útils en l'estudi del sistema ventricular del cervell. Da Vinci va entendre el que passava mecànicament sota la pell per retratar millor el cos a través de l'art. Per exemple, va treure la pell facial del cadàver per observar més de prop i dibuixar els músculs detallats que mouen els llavis per obtenir una comprensió holística d'aquest sistema. També va dur a terme un estudi exhaustiu del peu i el turmell que continua essent coherent amb les teories i pràctiques clíniques actuals. El seu treball amb l'espatlla també reflecteix la comprensió moderna del seu moviment i funcions, utilitzant una descripció mecànica que la compara amb cordes i politges. També va ser un dels primers a estudiar neuroanatomia i va fer grans avenços en la comprensió de l'anatomia de l'ull, els nervis òptics i la columna vertebral, però malauradament les seves notes posteriors estaven desorganitzades i difícils de desxifrar a causa de la seva pràctica d'escriptura de guió invers o escriptura mirall.
Durant segles, els artistes han utilitzat els seus coneixements recollits a partir de l'estudi de l'anatomia i l'ús de cadàvers per presentar millor una representació més acurada i viva del cos humà en les seves obres d'art i sobretot en pintures. Es creu que Miquel Àngel o Rafael també podrien haver realitzat disseccions.

### Dissecció
Perquè un cadàver sigui viable i ideal per a l'estudi i dissecció anatòmica, el cos s'ha de refrigerar o el procés de conservació ha de començar dins de les 24 hores posteriors a la mort. Aquesta conservació es pot aconseguir mitjançant l'embalsamament utilitzant una barreja de fluids d'embalsamament, o amb un mètode relativament nou anomenat plastinació. Tots dos mètodes tenen avantatges i desavantatges pel que fa a la preparació de cossos per a la dissecció anatòmica en l'àmbit educatiu.

#### Embalsamament amb fluids
La pràctica de l'embalsamament mitjançant fluids químics s'ha utilitzat durant segles. Els principals objectius d'aquesta forma de preservació són evitar que el cos es descompongui, ajudar els teixits a conservar el seu color i suavitat, prevenir els perills tant biològics com ambientals i preservar les estructures anatòmiques en les seves formes naturals. Això s'aconsegueix amb una varietat de substàncies químiques que generalment es poden separar en grups segons els seus propòsits. Els desinfectants s'utilitzen per matar qualsevol microbi potencial. Els conservants s'utilitzen per aturar l'acció dels organismes en descomposició, privar aquests organismes de nutrició i alterar les estructures químiques del cos per evitar la descomposició. S'utilitzen diversos agents modificadors per mantenir la humitat, el pH i les propietats osmòtiques dels teixits juntament amb anticoagulants per evitar que la sang coaguli dins del sistema cardiovascular. També es poden utilitzar altres productes químics per evitar que el teixit porti olors desagradables o colors particularment no naturals.
La pràctica de l'embalsamament ha canviat molt en els darrers centenars d'anys. L'embalsamament modern amb finalitats anatòmiques ja no inclou l'evisceració, ja que això altera els òrgans d'una manera que seria desavantatge per a l'estudi de l'anatomia. Igual que amb les mescles de productes químics, els embalsamadors que practiquen avui dia poden utilitzar diferents mètodes per introduir fluids al cadàver. El líquid es pot injectar al sistema arterial (normalment a través de les artèries caròtides o femorals), les cavitats corporals principals, sota la pell, o el cadàver es pot introduir als líquids a la superfície exterior de la pell mitjançant la immersió.
Els diferents serveis d'embalsamament utilitzen diferents tipus i proporcions de fluids, però els productes químics típics d'embalsamament inclouen el formaldehid, el fenol, el metanol i la glicerina. Aquests fluids es combinen en proporcions variables segons la font, però generalment també es barregen amb grans quantitats d'aigua.

##### Substàncies químiques i el seu paper en l'embalsamament

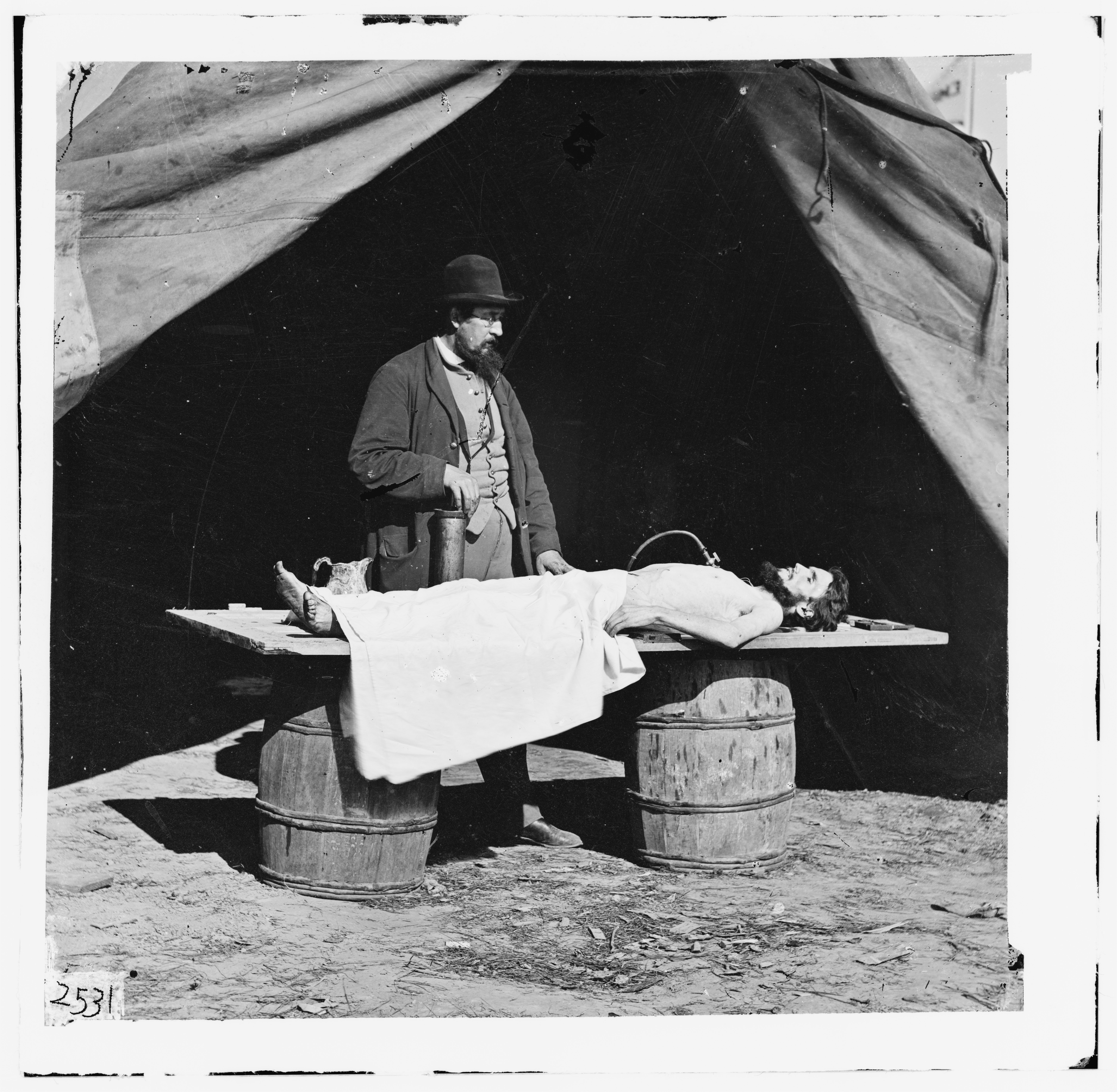
Embalsamador a la feina

El formaldehid és molt utilitzat en el procés d'embalsamament. És un fixador i mata bacteris, fongs i insectes. Prevé la descomposició evitant que els microorganismes en descomposició sobrevisquin dins del cadàver. També cura els teixits en què s'utilitza perquè no puguin servir com a nutrients per a aquests organismes. Tot i que el formaldehid és un bon antisèptic, també té certs desavantatges. Quan s'utilitza per a l'embalsamament, fa que la sang es coaguli i els teixits s'endureixin, torna gris la pell i els seus vapors són pudents i tòxics si s'inhalen. No obstant això, les seves habilitats per prevenir la càries i el bronzejat del teixit sense arruïnar la seva integritat estructural han portat al seu ús generalitzat continuat fins als nostres dies.
El fenol és un desinfectant que funciona com a agent antibacterià i antifúngic. Evita el creixement de floridura en la seva forma liquada. Les seves qualitats desinfectants depenen de la seva capacitat per desnaturalitzar proteïnes i desmuntar les parets cel·lulars, però això, malauradament, té l'efecte secundari afegit d'assecar els teixits i ocasionalment provoca un cert grau de decoloració.
El metanol és un additiu amb propietats desinfectants. Ajuda a regular l'equilibri osmòtic del líquid embalsamador i és un antirefrigerant decent. S'ha observat que és molt tòxic per als humans.
La glicerina és un agent humectant que conserva el líquid en els teixits del cadàver. Tot i que no és un veritable desinfectant, barrejar-lo amb formaldehid augmenta considerablement l'eficàcia de les propietats desinfectants del formaldehid.

##### Avantatges i inconvenients de l'ús de cadàvers embalsamats tradicionalment
L'ús de cadàvers tradicionalment embalsamats és i ha estat l'estàndard per a l'educació mèdica. Moltes institucions mèdiques i dentals encara avui mostren una preferència per aquestes, fins i tot amb l'arribada de tecnologia més avançada com els models digitals o els cadàvers sintètics. Els cadàvers embalsamats amb líquid presenten un risc més gran per a la salut dels anatomistes que aquests altres mètodes, ja que alguns dels productes químics utilitzats en el procés d'embalsamament són tòxics i els cadàvers imperfectament embalsamats poden comportar un risc d'infecció.

#### Plastinació

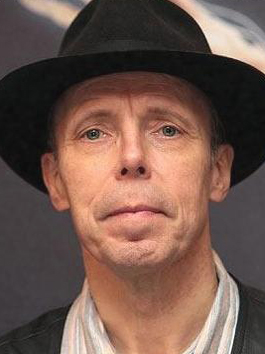
Gunther von Hagens

Gunther von Hagens va inventar la plastinació a la Universitat de Heidelberg a Heidelberg, Alemanya el 1977. Aquest mètode de preservació del cadàver implica la substitució de líquids solubles en un cos amb plàstics. Els cossos conservats resultants s'anomenen plastinats.
La plastinació de cos sencer comença amb el mateix mètode que l'embalsamament tradicional; una barreja de líquids d'embalsamament i aigua es bombeja a través del cadàver mitjançant injecció arterial. Un cop finalitzat aquest pas, l'anatomista pot optar per disseccionar parts del cos per exposar estructures anatòmiques particulars per estudiar-les. Després de completar qualsevol dissecció desitjada, el cadàver es submergeix en acetona. L'acetona extreu la humitat i els greixos solubles del cos i hi flueix per substituir-los. A continuació, es col·loca el cadàver en un bany del plàstic o resina que esculli el metge i comença el pas conegut com a impregnació forçada. El bany genera un buit que fa que l'acetona es vaporitzi, arrossegant el plàstic o la resina a les cèl·lules a mesura que surt. Un cop fet això, es col·loca el cadàver, es cura el plàstic que hi ha dins i l'exemplar està llest per al seu ús.

#### Avantatges i desavantatges de l'ús de plastinats
Els plastinats són avantatjosos en l'estudi de l'anatomia, ja que proporcionen mostres duradores i no tòxiques que són fàcils d'emmagatzemar. Tanmateix, encara no han guanyat terreny realment contra el cadàver tradicionalment embalsamat. Els cadàvers plastinats no són accessibles per a algunes institucions, alguns educadors creuen que l'experiència adquirida durant la dissecció de cadàvers embalsamats és més valuosa i alguns simplement no tenen els recursos per adquirir o utilitzar plastinats.

## Normativa

### Donació d'òrgans i teixits
La possibilitat de cedir el seu cadàver a la ciència, per a la formació de metges, o deixar òrgans o teixits per a trasplantaments està reglamentada. A Catalunya, la persona que vol donar, ha d'informar el seu entorn i el metges tractaran amb la família en respectar el màxim la voluntat del difunt. És una situació delicada, com que la decisió s'ha de prendre quan més aviat millor, com que un cadàver es deteriora en poques hores. Per a evitar discussions en un moment ja prou difícil, el donant pot portar un carnet de donació. Igualment pot fer una declaració de voluntat anticipada, que pot fer explícita la donació però també determinar els límits dels tractaments mèdics en cas d'incapacitat de comunicar-se. Davant la demanda creixent d'òrgans, un canvi de la legislació al sentit que tots són considerats donants, excepte les persones que declaren explícitament que no volen cedir parts del seu cadàver, és subjecte de debat.

### Tractament del cadàver
El tractament d'un cadàver és sotmès a una normativa que determina les modalitats del transport, l'autorització d'inhumació o incineració. Intervenen tant criteris de sanitat com de medicina legal i forense. Generalment, un metge ha de constatar que es tracta d'una mort natural, o en cas de suspició prevenir la policia. Cadàvers només poden transportar-se en fèretre i en cotxes adequats. Existeixen regles especials per al transport per avió o tren; o en cas de força major (epidèmia, catàstrofes...).